# Renate Boy
Renate Boy (geborene Renate Garisch-Culmberger; * 24. Januar 1939 in Pillau, Ostpreußen; † 5. Januar 2023 in Börgerende) war eine deutsche Leichtathletin und Olympiamedaillengewinnerin, die in den 1960er Jahren – für die DDR startend – zu den weltbesten Kugelstoßerinnen gehörte.

## Leben
Sie wurde 1962 Vizeeuropameisterin. Ihr größter Erfolg ist die Silbermedaille bei den Olympischen Spielen 1964, wo sie in der gesamtdeutschen Mannschaft antrat.
Nach der Geburt von zwei Kindern gelang ihr 1967 und 1968 jeweils ein erfolgreiches Comeback, jedoch ohne Medaillenerfolge bei internationalen Höhepunkten. Garisch-Culmberger startete für den SC Empor Rostock und trainierte zunächst bei Emil Hirschfeld, dem ersten 16-Meter-Stoßer und Olympiadritten von 1928. Später wurde sie von Karl-Heinz Bauersfeld betreut.
In ihrer aktiven Zeit war sie 1,76 m groß und wog 108 kg. In den nach der Wende öffentlich gewordenen Unterlagen zum Doping in der DDR fand sich bei den gedopten Sportlerinnen auch der Name von Boy. Nach ihrer Sportlerkarriere war sie im Fischkombinat Rostock als Schichtleiterin tätig.
Sie lebte in Rethwisch.
Internationale Erfolge:
- Olympische Spiele 1960: Platz 6 (15,94 m)
- Europameisterschaften 1962: Platz 2 (16,91 – 16,17 – 16,51 – 17,15 – 16,18 – 17,17 m)
- Olympische Spiele 1964: Platz 2 (17,41 – 17,10 – 16,38 – 17,61 m – 17,00 – 17,01)
- Olympische Spiele 1968: Platz 5 (17,72 m)
- Europameisterschaften 1969: Platz 5 (17,59 m)

## Auszeichnungen
- 1964: Vaterländischer Verdienstorden in Bronze